# معهد الترجمة والتعريب
معهد الملك عبد الله للترجمة والتعريب هو أول معهد أكاديمي سعودي متخصص في خدمات الترجمة والتعريب، وأحد المعاهد المتخصصة التابعة لجامعة الإمام محمد بن سعود الإسلامية.

## عن المعهد

### نشأة المعهد
صدرت الموافقة السامية الكريمة على قرار مجلس التعليم العالي بإنشاء معهد الترجمة والتعريب بجامعة الإمام محمد بن سعود الإسلامية رقم (39/66/1432) المُتخذ في الجلسة السادسة والستين المعقودة بتاريخ 20/ 10/ 1432هـ المبني على قرار مجلس الجامعة رقم (2220 – 1430/1431 هـ) المُتخذ في الجلسة السادسة المعقودة بتاريخ 17/ 7/ 1431 هـ، وبدأ العمل فيه في تاريخ 30/1/1433هـ بتعيين أول عميد لها. رغم حداثة النشأة إلا أن جهود الجامعة في الترجمة والتعريب قديمة قدم نشأة الجامعة، وصدرت الموافقة السامية الكريمة على تسمية معهد الترجمة والتعريب باسم «معهد الملك عبد الله للترجمة والتعريب» بتاريخ 17/7/1434هـ.

### رؤية المعهد
أن يصبح معهد الترجمة والتعريب رائداً في مجال إيصال الثراء العلمي والمعرفي في المجالات الشرعية والعربية والإنسانية لغير الناطقين بالعربية. وأن يسهم في تعريب المعارف والعلوم في المجالات المختلفة، ونقلها للمستفيدين من الناطقين بالعربية.

### رسالة المعهد
توفير بنية محفزة تقوم عليها أفضل الكفاءات في مجالات الترجمة والتعريب؛ لإثراء المعرفة النظرية والتطبيقية في تخصصات الجامعة باللغات المختلفة بما يلبي احتياجات قطاعات المجتمع المختلفة، ويعبر عن الرسالة العالمية للجامعة.

## أهداف المعهد
1- التعبير عن الرسالة العالمية للمملكة العربية السعودية، من خلال سعي المعهد عبر جهود الترجمة إلى إيصال منجزات العلماء والباحثين وأعضاء هيئة التدريس في الجامعات والمراكز العلمية في المملكة في المجالات الشرعية والإنسانية والاجتماعية إلى المستفيدين في العالم قاطبة.
2- الإسهام في تحقيق رؤية خادم الحرمين الشريفين الملك عبدالله بن عبدالعزيز آل سعود في التواصل العلمي مع الدول المتقدمة؛ للإفادة المتبادلة معها، وفي دعم الحوار بين أتباع الديانات والثقافات.
3- إثراء المحتوى العلمي والثقافي في التخصصات العلمية في الجامعة من خلال تعريب الكتب والمراجع العلمية المتخصصة.
4- تقديم صورة جلية عن جامعة الإمام محمد بن سعود الإسلامية تعكس مدى اهتمامها بمجالات الترجمة والتعريب.
5- ترجمة الدوريات العلمية، والكتب، والأبحاث المتميزة الصادرة في الجامعة إلى اللغات الأخرى.
6- إعادة تعريب الكتب العلمية التراثية التي فقدت أصولها العربية.
7- ترجمة المصطلحات العلمية ووضع معاجم لها بالتعاون مع الأقسام العلمية بالجامعة والمؤسسات العلمية المشابهة، والعمل على توحيدها وتعميمها.
8- مساعدة الجهات الشرعية والقضائية في تعريب المصطلحات ذات العلاقة بعمل هذه الجهات.
9- ترجمة الوثائق والأنظمة واللوائح والإتفاقيات.
10- تعريب الوثائق والأنظمة واللوائح والإتفاقيات.
11- تقديم خدمات الترجمة الفورية والمكتوبة والمراجعة للجهات المستفيدة داخل المملكة وخارجها.
12- القيام بالأبحاث المتعلقة بالترجمة.
13- إعداد مترجمين ومترجمات بمهارات عالية وجودة وتميز في الاداء.
14- العمل على تأصيل معايير نظام إدارة الجودة بما يضمن تطبيق المعايير الدولية في مجال تأهيل وتدريب المترجم.

## خدمات المعهد
- الترجمة والتعريب.
- البحث والتطوير.
- التدريب.[3]

## وصلة خارجية
- جامعة الإمام محمد بن سعود الإسلامية.